# Universidad Politécnica Tadeusz Kościuszko
La Universidad Politécnica de Cracovia Tadeusz Kościuszko (en polaco: Politechnika Krakowska im. Tadeusza Kosciuszki) es una universidad técnica ubicada en la ciudad de Cracovia (Polonia). La institución fue fundada en 1946 pero no obtuvo plena autonomía hasta 1954.

## Historia[2]
La Universidad Técnica Tadeusz Kosciusko, que lleva el nombre del héroe polaco Tadeusz Kościuszko, fue fundada tras la Segunda Guerra Mundial. Las nuevas líneas fronterizas nacidas tras el conflicto bélico dejaron a la ciudad de Lviv (Leópolis) y su universidad técnica fuera del país, por lo que surgió la necesidad de crear una institución similar en el territorio nacional. Fundada el 6 de octubre de 1946 como colegio universitario dependiente de la Universidad AGH de Cracovia, se convirtió en universidad independiente en 1954.  

## Facultades
Desde entonces, la Universidad Politécnica Tadeusz Kosciuszko forma cada año unos 4.500 estudiantes divididos en siete escuelas o facultades: 
- Facultad de Arquitectura ,
- Facultad de Ingeniería Eléctrica e Informática
- Facultad de Ingeniería civil
- Facultad de Ingeniería ambiental
- Facultad de Ingeniería y Tecnología Química
- Facultad de Ingeniería mecánica
- Facultad de Física, Matemáticas e Informática

## Clasificación
En 2008, la Universidad Politécnica Tadeusz Kosciuszko fue elegida como la mejor universidad técnica de Polonia en un ranking elaborado por el periódico polaco Newsweek . 